# 許維恩
許維恩（英語：Sharon Hsu，1981年11月11日—），臺灣模特兒、演員。

## 早年
許維恩出生於臺北市，有荷蘭血統。她有2姊1弟。畢業於真理大學。

## 演藝生涯
許維恩原為婚紗模特兒，2003年，她拍攝王菲的MV《旋木》出道，同時持續從事平面廣告拍攝和參與各式活動。2009年，許維恩開始參與戲劇演出，參演華視的偶像劇《敲敲愛上你》。至2012年6月22日，她跨足歌唱領域，發行首張個人EP《維恩的秘密花園》。2014年，許維恩再跨足電影界，演出電影《屍城》。2018年，許參演電影《角頭2：王者再起》，飾演王識賢的情人暨紅粉知己；該片票房達新台幣1.27億元。同年10月，她加入經紀公司「鼎盛文化國際媒體股份有限公司」。2020年7月自創娛樂公司「維恩原創」擔任執行長。

## 個人生活
許維恩的前男友包括已故作詞人楊明學。曾和大马艺人吕锐交往。2009年，許維恩與前知名團體B.A.D成員田恩沛結婚，2011年傳出兩人關係出現危機；2012年，媒體報導許維恩和KID兩人一同過夜，同年11月與田恩沛離婚。自2013年起，許維恩和KID陸續傳出正在交往的消息，媒體多次報導兩人私下出遊。2016年4月13日，兩人公開戀情。直至2018年2月13日，兩人遭爆料已於2017年11月分手，四年情暫停。2018年，許維恩與KID數次同行出遊。
2021年3月3日於媒體公開與王家梁交往。5月20日答應王家梁的求婚，之後登記結婚。因疫情影響，延遲至2022年11月11日舉辦結婚典禮。2023年6月26日，女兒「忒忒」出生。
除了演藝事業以外，許維恩亦擁有個人副業投資。許維恩於網路販售品牌面膜，並於2017年初開設美甲店。

## 電視劇
| 首播   | 電視台 | 劇名             | 角色   |
| 2009年 | 華視   | 敲敲愛上你       | COCO   |
| 2013年 | MTV    | PMAM             | 趙音音 |
| 2016年 | 中視   | 原來1家人        | Jenny  |
| 2017年 | 台視   | 我和我的四個男人 | 丁書琪 |

### 網路劇
| 首播   | 劇名     | 角色 |
| 2014年 | 屌絲男士 | 客串 |

## 電影
| 首播   | 劇名            | 角色   |
| 2014年 | 屍城            | 女快遞 |
| 2015年 | 台北夜游團團轉  | 小丁   |
| 2017年 | 神秘寶藏        |        |
| 2018年 | 角頭2：王者再起 | 唐玲   |
| 2018年 | 天使曾經來過    |        |
| 2018年 | 醉後愛上你      |        |

#### 電視電影
| 首播   | 劇名     | 角色   |
| 2019年 | 女拳至上 | 袁小戚 |

## 音樂錄影帶
- 2003年〈旋木〉（王菲）
- 2004年〈保佑我〉（張智成）
- 2004年〈愛錯〉（王力宏）
- 2005年〈那女孩對我說〉（黃義達）
- 2005年〈火光〉（石康鈞）
- 2005年〈白色花樣〉（5566）
- 2005年〈問天問地問你〉（張善為）
- 2006年〈盖世英雄〉（中國大陸版）（王力宏）
- 2007年〈觸摸〉（陳偉聯）
- 2008年〈寶藏〉（林曉培）
- 2008年〈停損點〉（林曉培）

## 音樂作品

#### EP
| 專輯名稱       | 發行日期 | 發行公司 | 曲目                                    |
| -------------- | -------- | -------- | --------------------------------------- |
| 維恩的秘密花園 | 2012年   | 金牌大風 | 1. 幸福是你的温柔 2. 时差 3. Sweet Lies |

## 廣告代言
- 屈臣氏（跑步篇） CF
- 台湾伏特加
- 公益青少棒CF
- 遠東銀行CF
- 上海米關婚纱CF
- 维納斯（平面）
- TOSHIBA MP3 （平面）
- 潘婷洗髮精 CF
- 遠雄建設CF
- 统一方便麵 （周杰倫）
- 台新銀行JCB卡CF
- 冰火伏特加CF
- Eclipse 薄荷糖 CF
- 富士相機CF
- Baleno服饰（平面）
- 每日C果汁
- 高島足部按摩器
- 金蘭醬油
- 活益比菲多
- 博士倫纯視
- 生活市集
- 明洞國際Mdmmd.彩妝（代言）
- 愛美時尚美睫（代言）
- 手遊誅仙2（邵雨薇 許維恩雙代言）
- 中華三菱汽車（陽岱鋼 許維恩雙代言）
- 米蘭醫美形象代言
- TOYOTA SIENTA汽車（網路廣告，與二姊許菲菲一同拍攝）
- TOYOTA SIENTA汽車（電視廣告)
- 京城房地產代言
- 葡萄王生技(孅益薑黃產品代言)

### 主持節目
| 日期   | 節目名稱            | 播出頻道 | 備註       |
| ------ | ------------------- | -------- | ---------- |
| 2023年 | 《哈囉 你有事嗎？》 | 東森超視 | 搭檔沈玉琳 |

## 外部連結
- 許維恩的Facebook專頁
- 許維恩 sharon的Instagram帳戶
- 許維恩的新浪微博
- YouTube上的許維恩的秘密Channel頻道
- 許維恩在香港影庫上的簡介
- 許維恩在豆瓣上的资料（简体中文）
- 許維恩在时光网上的簡介（简体中文）